# Campionatul de Fotbal al României 1920/1921
Devátý ročník Campionatul de Fotbal al României (Rumunského fotbalového mistrovství) se konal od 21. března do 13. června 1920. Oficiální název zněl Cupa J.L.P.Niculescu/Cupa M.Zorileanu 1920-1921.  
Turnaje se zúčastnili nově již sedm klubů v jedné skupině. Titul získal poprvé ve své klubové historii Tricolor Bukurešť.